# Molcajete

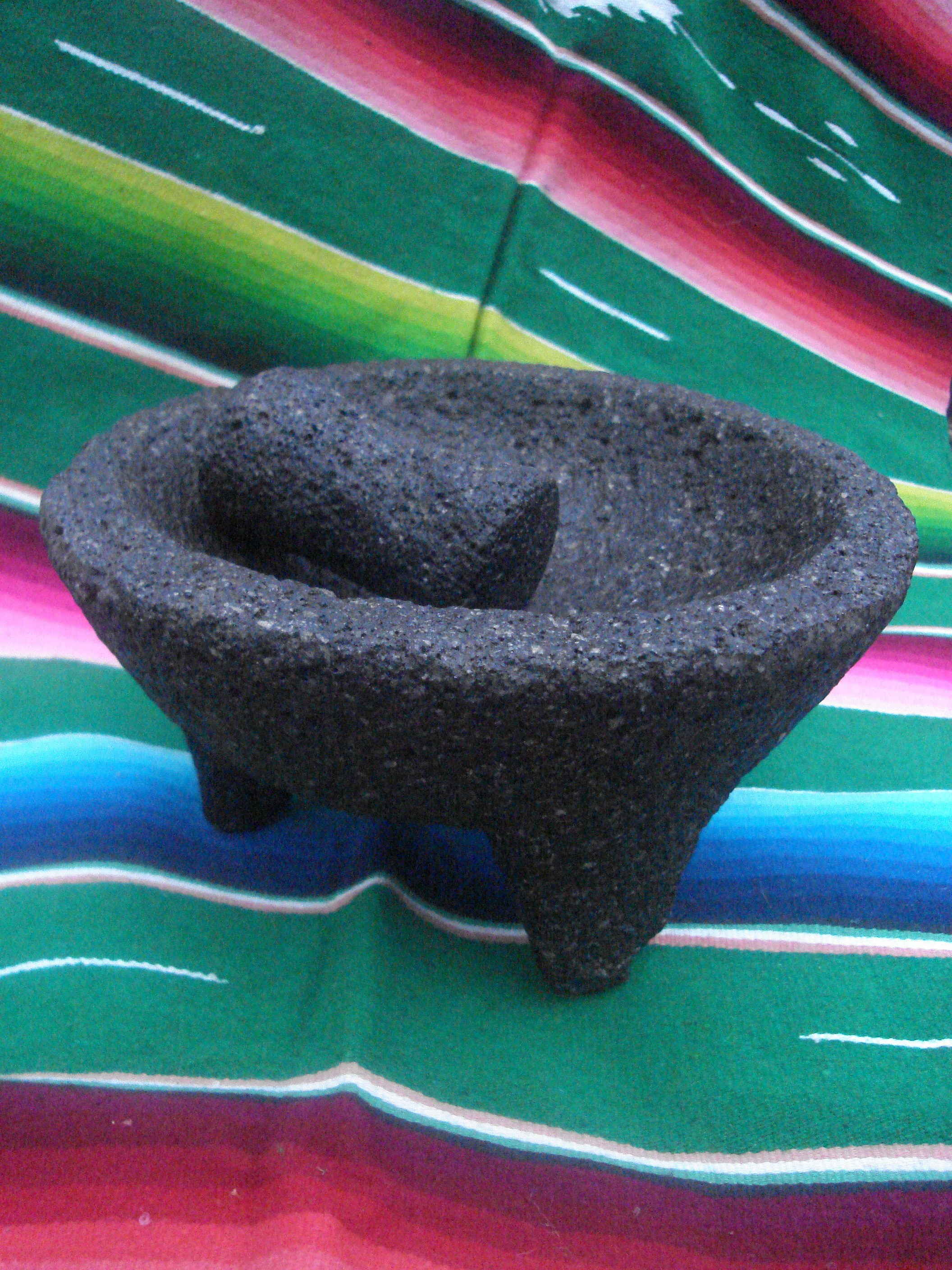
Molcajete e tejolote

Il molcajete, mortaio tradizionalmente usato in Messico (dal nahuatl mulcazitl o molcaxitl, composto da molli (salsa) e caxitl (ciotola), "ciotola per salse"), è costituito da una pietra forgiata in forma concava. Si tratta di un mortaio impiegato nella preparazione di alimenti che risale alle civiltà precolombiane mesoamericane, tra cui aztechi e maya. Tradizionalmente si ricava da un singolo blocco di basalto vescicolare ed è provvisto di tre piedi.
In epoca preispanica i molcajete erano spesso fatti di ceramica, specialmente fra gli aztechi. La parte esterna del molcajete è frequentemente decorata con teste scolpite di animali. Il maiale è l'animale più utilizzato per questo tipo di decorazioni. Anche il pestello, tejolote (da tetl, pietra, e xolotl, bambolotto), è fatto dello stesso basalto.
I molcajetes sono ancor oggi utilizzati per schiacciare e macinare spezie, per preparare varie salse e guacamole. Nella cucina popolare e tradizionale il suo uso continua ad essere preferito a quello di frullatori elettrici per il particolare sapore che la pietra infonde al cibo.
Diverso nella forma è il metate, mortaio usato per macinare il mais da utilizzare nella preparazione di tortillas e tamales e per la preparazione dei  mole.